# Phalanta floresiana
Phalanta floresiana är en fjärilsart som beskrevs av Hans Fruhstorfer 1912. Phalanta floresiana ingår i släktet Phalanta och familjen praktfjärilar. Inga underarter finns listade i Catalogue of Life.